# Hussein-Dey (commune)
Pour les articles homonymes, voir Hussein Dey (homonymie) et Dey.
 (octobre 2010).
Si vous disposez d'ouvrages ou d'articles de référence ou si vous connaissez des sites web de qualité traitant du thème abordé ici, merci de compléter l'article en donnant les références utiles à sa vérifiabilité et en les liant à la section « Notes et références ».
Hussein-Dey est une commune de la wilaya d'Alger en Algérie, située dans la proche banlieue Est d'Alger.

## Géographie

### Situation
Hussein Dey est située à environ 5 km à l'est du centre-ville d'Alger, au cœur de la baie d'Alger.
La commune d'Hussein Dey est délimitée à l'est par la bretelle d'autoroute du Caroubier, au nord par la mer, à l'ouest par le Chemin des fusillés qui la sépare de la commune de Belouizdad et au sud par les communes d'El Magharia et Kouba.
| Belouizdad            | Méditerranée                    | Méditerranée                     |
| Kouba                 | Hussein Dey                     | Mohammadia                       |
| Kouba, Forêt de Kouba | El Magharia Forêt des Annassers | El Magharia Forêt de Bachdjerrah |

### Relief
Le littoral de la commune, long de 3 km et large de 50 m, autrefois lieu de la plage des Sablettes enclavé au nord de l'autoroute commence à être exploité aujourd'hui en aménageant le site en espace de détente et de promenade.[réf. nécessaire]

### Voies de communication et transports

#### Infrastructures de transport
- La commune est desservie par la Rocade Nord d'Alger, la pénétrante des Annassers et la route nationale n°5
- Gare routière du Caroubier SOGRAL (gare centrale d'Alger) pour les lignes nationales inter-wilayas.

### Routes
La commune de Hussein Dey est desservie par plusieurs routes nationales:
- Route nationale 11: RN11 (Route d'Oran).

#### Transports en commun
- Elle est desservie par 3 stations du Métro d'Alger : Les Fusillés, Cité Amirouche et Cité Mer et Soleil.
- Elle est desservie par 6 arrêts du nouveau Tramway d'Alger : Ruisseau, Les Fusillés, Tripoli-Thaalibia, Tripoli-Mosquée, Tripoli-Hamadache, Tripoli-Maqqaria et Caroubier.
- Elle est desservie par les deux lignes du RER d'Alger de la SNTF (lignes Alger-Thénia et Alger-El Affroun) au niveau des gares d'Hussein Dey et du Caroubier.
- Plusieurs bus de l'ETUSA traversent la commune :
  - 1 : El Harrach - Aïssat Idir
  - 19 : Aïssat Idir - Bab Ezzouar par El Harrach
  - 66 : 1er Mai - Bachdjerrah par Cité Amirouche
  - 113 : Place des martyrs - Gare routière du Caroubier
- Transport de bus privés : arrêt de Brossette vers La poste d'Husseïn Dey, Garidi, Kouba, Hôpital militaire d'Aïn Naâdja, Bachdjerah, Aïn Naâdja, Oued Ouchayah (Bachdjerah), Essemar (Gué de Constantine).

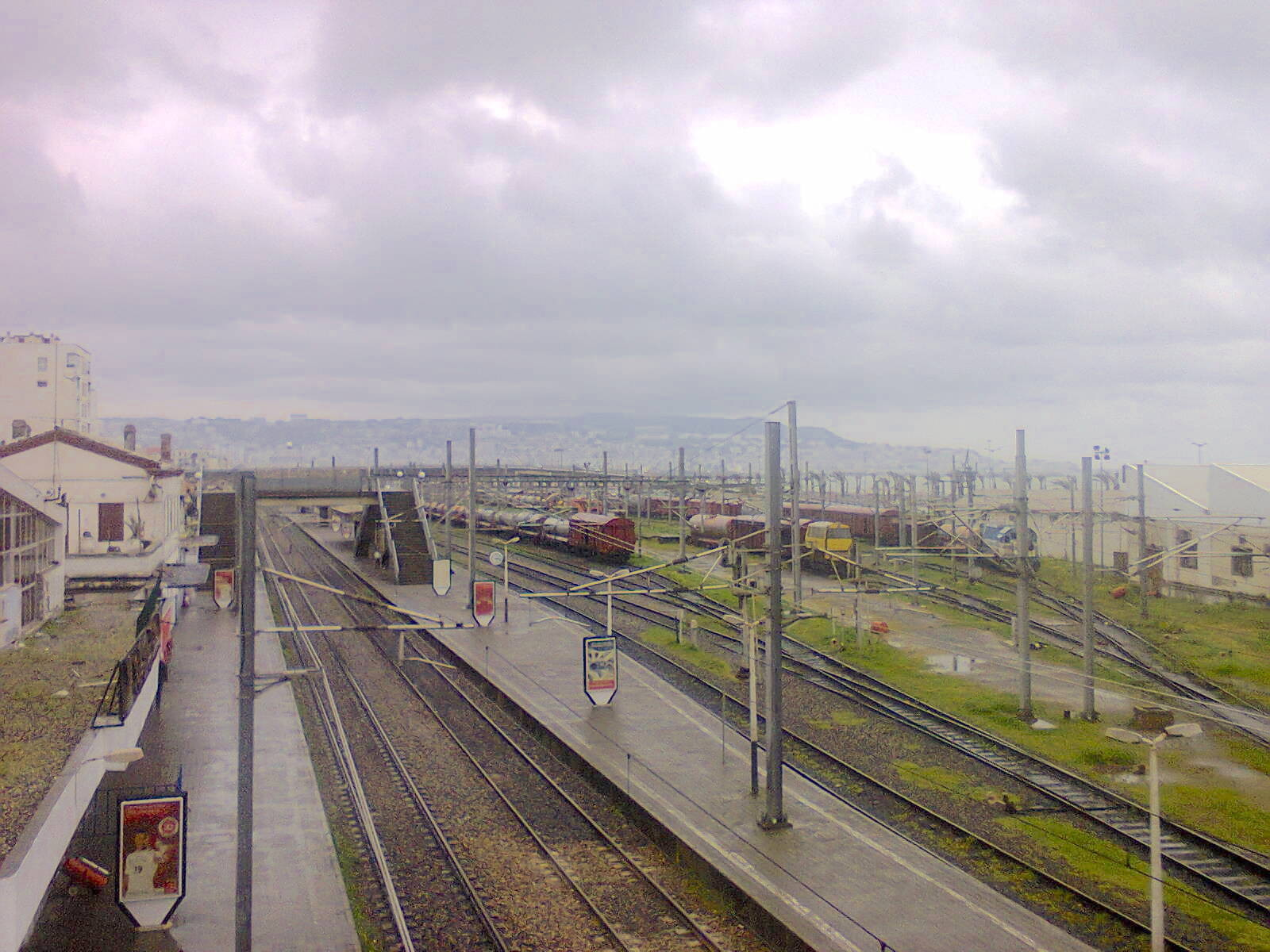
La gare ferroviaire d'Hussein Dey au premier plan, et les hauteurs de la ville d'Alger au fond.

## Urbanisme
Le cœur d'Hussein-Dey se situe au sud de la rue de Tripoli, ex-rue de Constantine, qui le traverse d'est en ouest, cette ruelle était bordée d'arbres des deux côtés sur toute sa longueur, fût réaménagée pour laisser place au projet du Tramway d'Alger.
Au sud, sur les hauteurs, on trouve les Cités Amirouche, Mer et Soleil, Méditerranée, Groupe Vauban ainsi le quartier dit Panorama. 
À l'ouest, on trouve le quartier des Abattoirs, rasé au milieu des années 2000, pour laisser place au tramway d'Alger, ainsi qu'à de nouveaux bâtiments administratifs et d'affaires.
La ville présente un paysage contrasté, marqué notamment par la présence de plusieurs hangars et entrepôts abandonnés.
Les quartiers d'Hussein-Dey sont :
- La Placette
- Cité Amirouche
- La Rue Parnet
- Cité Brossette
- Lafarge
- Mer et Soleil
- La Rue Tripoli
- Cité Maya
- Panorama
- La Gare
- L'Étoile
- Patrimoine
- Cité Vauban
- Kharouba
- Houmet Tchoualak
- Maréchal
- Zefzaf (act. Cité Benboulaid)
- Le Capitole
- Trottier
- Moderne
- La Résidence
- Cité Méditerranée
- El Chouli
- Bensiam
- Houmet Chdjar
- Foyer Municipal
- Les Sœurs
- Quartier Chaouia
- Ben Badis
- Le Marché
- C.R.H.D
- Le rond-point
- Narbonne
- Quartier Baida
- Houmet Droudj
- Les Sablettes

## Histoire
[réf. nécessaire]
La commune de Hussein Dey a été créée sur le site du Fahs El Hamma.

### Naissance d’un quartier
Au recensement de 1886, la population de Hussein-Dey était évaluée à 3 095 habitants. La rue de Constantine (actuellement rue de Tripoli) était la principale artère.
Au début du XXe siècle, Hussein-Dey est le 9e arrondissement de la ville d'Alger.
Jusqu'en 1984 et la création des communes d'El Magharia, Bourouba et Bachdjerrah, Hussein Dey s'étendait sur 1 400 hectares et comptait plus de 100 000 habitants.

### Économie et premières usines
Vers 1860, la région de Hussein Dey était le plus grand magasin de tabac de l'Algérie, avec des entrepôts pouvant contenir 2 millions de kilos de tabac.
Hussein-Dey était une région à vocation maraîchère avant de connaître une industrialisation irréversible au tournant du xxe siècle : les ateliers Durafour, les établissements Blachère et la minoterie Narbonne (moulin à vapeur) détruite en avril 2022.[réf. nécessaire]

## Population et société

### Démographie
| 1987   | 1998   | 2008   |
| ------ | ------ | ------ |
| 53 859 | 49 921 | 40 698 |

### Enseignement

#### Enseignement scolaire
- 13 écoles primaires publiques

* École Ali-Boulmia
* École Mohamed-Mentouri
* École Mokhtari
* École Mohammed-Seddik-Benyahia
* École  Mohamed Belazzoug ex-17-Juin-1972
* École Amirouche
* École Djebel-Dirah
* École Al Iqbal ex-Trottier
* École Asma
* École Mohamed-Khemisti
* École EL AZHAR
* École Omar-Ben-Abdelaziz
* École Mohamed-Abdou
- 4 collèges d'enseignement moyen publics (CEM)

* CEM Tripoli ex-Jules-Ferry
* CEM El Khanssa ex-Victor-Hugo
* CEM El Birzali
* CEM Amirouche
- 4 lycées publics

* Lycée El Thaâlibiya (lycée mixte) ex-château du Dey Hussein puis devenus caserne militaire ensuite école de Police.
* Lycée Malek Ben Nabi ex-El Thaalibiya 2 actuellement devenus Malek Ben Nabi (lycée mixte)
* Lycée Aïcha Oum El Mouminine (lycée des filles)

#### Formation professionnelle
- 1 CFPA (centre de formation professionnelle et académique) appelé Boudjerda-Kouider

#### Enseignement supérieur
- Centre national des études de recherches appliquées et travaux d'Art (CNERATA).
- Centre de formation pour enseignants Meslem-Mahieddine.
- Institut national de formation supérieure paramédicale d’Alger (INFSPM d’Alger).
- Centre d'étude des installations militaires.
- Faculté des sciences islamiques de Kharouba (Université d'Alger-Kharouba)

### Santé
- CHU Nafissa Hamoud (ex-Parnet).
- Centre de santé Boudjemaa Moghni.
- Urgences de chirurgie infantile de Tripoli.
- Polyclinique La Résidence.

### Édifices religieux
- Cinq mosquées

* Mosquée Imam Fodhil El Ouarthilani (Lafarge)
* Mosquée Ibn Hazm Adhahiri El Andaloussi (Centre, Tripoli) ex-église Saint-Paul.
* Mosquée Djar Allah Zamakhchari (Brossette)
* Mosquée Ibad El Rahmane (Cité Amirouche)
* Mosquée Larbi Tebessi (Cité Mer et Soleil)

## Administration et politique

### Sièges d'administrations
- Institut national de cartographie et de télédétection (INCT).
- Organisme national du contrôle technique de la construction (CTC).
- Centre national de recherche appliquée en génie parasismique (CGS).
- Autorité de régulation de la poste et des communications électroniques (ARPCE).
- Direction d'affaires religieuses et wakfs de la wilaya d'Alger.
- Direction des travaux publics de la wilaya d'Alger.

### Situation administrative
- L'Assemblée populaire communale d'Hussein Dey est composée de 19 sièges.
- Elle est le siège de la daïra de Hussein Dey.

### Liste des maires de 1870 à 1962
- 1878-1883 : Adolphe Anathase Payn
- 1884-1888 : Gonzague Louis Narbonne
- 1888-1891 : Emile Elie Bertrand
- 1891-1893 : Mathurin Marie Kermabon
- 1893-1896 : Achille Luccioni
- 1896-1900 : Jean Hector Marie Pacaud
- 1900-1931 : Achille Luccioni
- 1931-1934 : Fernand Ferre
- 1934-1944 : Séraphin Germain Marty
- 1944-1945 : Eugène Salvert et Henri Prince
- 1945-1953 : Henri Prince
- 1953-1958 : Séraphin Germain Marty
- 1958-1959 : Jean Auguste Clément Renaut
- 1959-1960 : Edouard Steinbrunner
- 1960-1962 : Claude Henri Germain Poujade

### Sécurité
La commune compte deux commissariats de police et une gendarmerie.
- Sûreté Urbaine à Tripoli (ex-14e)
- Sûreté Urbaine à la Cité Mer et Soleil
- Gendarmerie Nationale

## Vie quotidienne

### Sports
La ville possède plusieurs clubs sportifs, dont :
- Football : Nasr athlétique d'Hussein Dey NAHD, Ittihad Riadhi d'Hussein Dey IRHD (qui a déjà évolué en division 2 algérienne), Jeunesse Sportive Mer et Soleil JSMS.
- Basket-ball et Hand-Ball Nasr athlétique d'Hussein Dey NAHD.
- Badminton : Amel Moustakbal Hussein Dey Merzouk.

### Infrastructures sportives
- Stade des Frères-Zioui (capacité d'environ 5 000 places) où évolue l'équipe de football du Nasr athlétique d'Hussein Dey.
- Stade Bensiam.
- Complexe sportif NAHD.
- Hippodrome du Caroubier.
- Complexe sportif du Caroubier.

### Infrastructures hôtelières
La commune d'Hussein-Dey compte plusieurs structures hôtelières : l'hôtel Oasis (5 étoiles), l'hôtel El Dey (3 étoiles), l'hôtel Central, l'hôtel du Centenaire ainsi que l'hôtel soltan.

### Loisirs
La plage des Sablette, abandonnée depuis plusieurs années, a été aménagée depuis peu en des espaces verts et des aires de jeu pour accueillir les familles algéroises, cet espace sert de lieu de détente et de promenade.[réf. nécessaire]

## Personnalités liées à la commune
- Youcef Bouzidi (1957-2024), entraîneur de football
- Hassiba Abderaouf
- Boualem Bennani
- Fernand Bonnier de la Chapelle (1922-1942), résistant fusillé au champ de tir de Hussein-Dey[5]
- Adlène Boutnaf
- Mohamed Lamine Debaghine
- Reda Doumaz
- Billel Dziri
- Rachid Fares
- Ali Fergani
- Rabah Madjer
- Hacène Mammeri
- Abderrahmane Mehdaoui
- Chaâbane Merzekane
- Amar Tribeche
- Yves Veyrier

Groupes de musique:
- El Dey
- Le micro brise le silence (MBS)